# Prumna montana
Prumna montana är en insektsart som först beskrevs av Sergey Storozhenko 1991.  Prumna montana ingår i släktet Prumna och familjen gräshoppor. Inga underarter finns listade i Catalogue of Life.